# Przepasek
Przepasek, krytonos kasztanowaty (Liosceles thoracicus) – gatunek ptaka z podrodziny krytonosów (Rhinocryptinae) w rodzinie krytonosowatych (Rhinocryptidae). Występuje w Ameryce Południowej, według IUCN nie jest zagrożony wyginięciem.

## Zasięg występowania
Przepasek występuje w zachodniej i południowo-zachodniej Amazonii i zamieszkuje w zależności od podgatunku:
- L. thoracicus dugandi – południowo-wschodnia Kolumbia i przylegająca do niej zachodnia Brazylia z rzeką Solimões.
- L. thoracicus erithacus – wschodni Ekwador na południe do wschodniego Peru (na południe do ujścia rzeki Urubamba).
- L. thoracicus thoracicus – zachodnia i środkowa część amazońskiej Brazylii (na wschód do Tapajós), i prawdopodobnie podgatunek ten zamieszkuje południowo-wschodnie Peru i północną Boliwię.

## Taksonomia
Gatunek po raz pierwszy opisał w 1865 roku angielski ornitolog Philip Lutley Sclater, nadając mu nazwę Pteroptochus thoracicus. Jako miejsce typowe znalezienia holotypu Sclater podał Salto do Girão nad lewym brzegiem Rio Madeira w Brazylii. Holotyp został znaleziony w październiku 1829 roku w lesie na ziemi przez austriackiego zoologa i kolekcjonera Johanna Natterera. Choć Sclater umieścił przepaska w rodzaju Pteroptochus, to jednocześnie zauważył, że ptak ten odróżnia się na tyle od innych gatunków z tego rodzaju, iż zasługuje na wydzielenie do osobnej grupy (w randze podrodzaju lub być może rodzaju), którą nazwał Liosceles. Obecnie takson Liosceles traktowany jest jako osobny rodzaj, a przepasek jest jedynym jego przedstawicielem.
L. thoracicus jest taksonem siostrzanym dla Psilorhamphus guttatus. Rozpoznano trzy podgatunki, jednak zmienność geograficzna jest stosunkowo słaba; odrębność podgatunku dugandi jest wątpliwa. Uważa się, że ptaki z południowo-wschodniego Peru i północnej Boliwii należą do podgatunku nominatywnego, lecz zachodzi potrzeba dalszych badań. Podstawowe dane taksonomiczne podgatunków (oprócz podgatunku nominatywnego) przedstawia poniższa tabelka:
| Podgatunek      | Oryginalna pisownia          | Autor i rok opisu         | Miejsce typowe                                                       | Holotyp |
| --------------- | ---------------------------- | ------------------------- | -------------------------------------------------------------------- | ------- |
| L. t. dugandi   | Liosceles thoracicus dugandi | Meyer de Schauensee, 1950 | Umbria, na wysokości 1000 stóp (305 m), nad rzeką Putumayo, Kolumbia | ♂       |
| L. t. erithacus | Liosceles erithacus          | P.L. Sclater, 1890        | Sarayaku, Ekwador                                                    | ♂       |

### Etymologia
- Liosceles: gr. λειος leios „gładki”; σκελος skelos „goleń, noga”[12].
- thoracicus: łac. thoracicus „piersiowy, z klatki piersiowej”, od gr. θωρακικος thōrakikos „cierpienie w klatce piersiowej”, od θωραξ thōrax, θωρακος thōrakos „napierśnik”[13].
- dugandi: Armando Dugand (1906–1971), kolumbijski botanik[14].
- erithacus: łac. erithacus „nieznany mały ptak”, od gr. εριθακος erithakos „nieznany mały ptak”, być może rudzik lub drozd wędrowny, pleszka zwyczajna czy kopciuszek zwyczajny[15].

## Morfologia
Długość ciała około 19,5 cm; masa ciała samców 39–42 g. Upierzenie dorosłych jest nieco zmienne indywidualnie; czoło szarobrązowe, ciemię i kark ciemnobrązowy, skroń i brwi białe, pokrywy uszne ciemnopopielate z białymi plamami. Grzbiet, zad i skrzydła czerwonawo-brązowe, pokrywy skrzydłowe z czarnym, subterminalnym pasmem i często z białawym centralnym punktem, ogon szarobrązowy. Gardło białawe, z czarnymi i białymi smugami na boku. Pierś na bokach szara, z białym środkiem, w górnej części piersi żółta lub pomarańczowo-brązowa plama (nieco zmienna w kształcie i kolorze), środek dolnej części piersi biały. Boki i podbrzusze tworzą kratownicę koloru czarnego, brązowego i białego. Tęczówka ciemnobrązowa, szczęka górna czarna, dolna biała; skok koloru brązowego. Młode ptaki są najwyraźniej bardzo podobne do dorosłych. Podgatunek erithacus różni się od nominatywnego bardziej brązowym ciemieniem, szerszą plamą na piersi, która jest również bardziej koloru pomarańczowo-brązowego; u podgatunku dugandi plama na piersi jest koloru rudego i przechodzi na boki szyi i gardła.

## Ekologia
Przepasek prowadzi prawdopodobnie osiadły tryb życia, zamieszkując wilgotny „lądowy” las, często w pobliżu drzew, rzadziej w zalanym lesie (várzea). Prowadzi naziemny tryb życia; odzywa się z ziemi lub z niskiej gałęzi. Gatunek nizinny występujący do 600 m n.p.m., czasami do 900 m n.p.m.; w Peru obserwowany na wysokości 1000 m n.p.m.
Pieśń głośna, pojedyncza, gwizdana z częstotliwością 1,2–1,3 kHz, powtarzana z przerwami co 2–5 sekund (czasami przez kilka minut) i kończąca się w równomiernie opadających seriach trwających 4–5 sekund do częstotliwości 1,4–1,3 kHz. Porozumiewa się powtarzającymi, ostrymi tonami „krii” lub „krii–krii” o częstotliwości 2,5 kHz, a także „tczurk” o częstotliwości 1–1,3 kHz.
Żywi się głównie pluskwiakami (Hemiptera). Pokarm zdobywa w parach lub osobno, powoli spacerując i skacząc na dnie lasu, często przemieszczając się po zwalonych pniach; pluskwiaki podnoszone są z powierzchni ściółki.
Bardzo mało informacji na temat lęgów tego ptaka. W południowo-wschodnim Peru w październiku schwytano osobnika młodocianego. Znane jest jedno kuliste gniazdo, zbudowane z małych gałązek, traw, porostów, mchów, liści i kępek ziemi, wyłożone głównie miękkimi trawami i umiejscowione na ziemi w systemie korzennym małego drzewa; otwór wyjściowy znajdował się na górze gniazda i prowadził bezpośrednio na otwartą przestrzeń.

## Status i ochrona
W Czerwonej księdze gatunków zagrożonych Międzynarodowej Unii Ochrony Przyrody został zaliczony do kategorii LC (ang. Least Concern „najmniejszej troski”). Globalna wielkość populacji tego ptaka nie jest znana, ale opisywany jest jako „dość pospolity”. Występuje w kilku rozległych obszarach chronionych, np. Reserva de Producción Faunística Cuyabeno w Ekwadorze oraz Parku Narodowym Manú w Peru. Ocenia się, że w ciągu trzech pokoleń (10 lat) gatunek ten stracił 8,1–8,5% swoich siedlisk w zasięgu swojego występowania, w oparciu o model wylesiania w Amazonii. Dlatego podejrzewa się, że w ciągu trzech następnych pokoleń liczebność populacji przepaska zmniejszy się o 25%.